# Desa Tangkisan (administrativ by i Indonesien, lat -7,74, long 110,54)
Desa Tangkisan är en administrativ by i Indonesien.   Den ligger i provinsen Jawa Tengah, i den västra delen av landet, 400 km öster om huvudstaden Jakarta.